# 齊赫拉河
齊赫拉河（烏克蘭語：Цигла），是烏克蘭的河流，位於該國西部，屬於奧皮爾河的右支流，發源自利博霍拉以東，流經利沃夫州，河道全長11公里，流域面積47.8平方公里。